# SAS Commuter
SAS Commuter var ett flygbolag som började att flyga Fokker F27 i Norge och Danmark på 1980-talet. Fokker F27 ersattes av Fokker 50 med konceptnamnen "Eurolink" och "Norlink". Sedan kom SAAB 2000 i svensk inrikestrafik på 1990-talet. De flög med konceptnamnet "Swelink".
Dash 8-Q400 ersatte SAAB 2000 och framåt Fokker 50 och SAAB 2000. 
SAS Commuter integrerades i SAS Sverige, SAS Braathens och SAS Danmark 2004.

## Flotta
- Fokker F27 9 stycken mellan år 1967 och 1990
- Fokker 50 23 stycken mellan år 1989 och fram tills integrationen i SAS Norge/SAS Danmark.
- SAAB SF340A 1 flygplan mellan mars 1997 och oktober samma år.
- SAAB 2000 6 flygplan mellan år 1997 och 2001. Ersattes av Dash 8-Q400.
- Bombardier/ de Havilland Canada Dash 8-Q400 28 plan mellan 2000 och integrationen i SAS Danmark/SAS Sverige.

## Läs mer
- SAS
- SAS Group
- SAS Danmark
- SAS Norge
- SAS Sverige
- Fokker